# Princess Agents
Princess Agents (en chino: 楚乔传 Chu Qiao zhuan), también conocida como The Legend of Chu Qiao, en España como Jungla de lobos y en México como Princesa valiente, es una serie trágica de televisión china basada en la novela escrita por Xiao Xiang Dong Er y dirigido por Wu Jinyuan. Está protagonizada por Zhao Liying, Lin Gengxin, Shawn Dou, Li Qin, Deng Lun, Niu Junfeng, Vivi Miao, el drama fue filmada en Hengdian World Studios y en Mongolia Interior que se transmitió por varios canales desde el 5 de junio de 2017 hasta el 1 de agosto de 2017.

## Sinopsis
La historia toma lugar durante los tiempos caóticos del Norte de Wei, donde los ciudadanos inocentes a menudo son secuestrados y sometidos en una sangrienta lucha por el poder. La esclava Chu Qiao es arrojada a un bosque junto con otros esclavos y se convierte en el próximo objetivo de caza de los señores ricos, al ver esto Chu Qiao jura huir de ese lugar junto a sus hermanas menores, sin embargo, cuando llama la atención del maestro Yuwen Yue, Chu Qiao comienza un entrenamiento estricto sin darse cuenta de que empiezan a enamorarse al estar entrenando juntos, también conoce a Yan Xun que construye un sentido de compañerismo indicando que se parece a él en cuanto a su personalidad y comportamiento.
En el camino Chu Qiao se encuentra con el alegre príncipe Wei, Yuan Song y el rebelde príncipe Liang, Xiao Ce que se enamoran de Chu Qiao a lo que ella no le hace caso pero más su mejor amigo de confianza es Xiao Ce y una princesa espía llamada Xiao Yu, pero conoce a otros príncipes como Yuwen Huai, Zhao Xifeng y Wei Shu You que la odian, pero Yuwen Yue es quien más la protege siendo el gran amor de Chu Qiao. Yan Xun el noble príncipe Yan tiene a Yuan Chun su mejor amiga, ambos tienen una linda amistad, comparten cariño, bondad y risas, él cuido y confía en ella desde su infancia se llevan bien y se comprenden mostrando ser leales mutuamente.
Pero cuando los nobles de Wei occidental crean intrigas y acusan falsamente a la familia del Norte Yan por el robo del mapa militar y revelación al emperador de Wei cuando realmente todo fue planeado por Yuwen Huai y Wei Shu You. El emperador manda a los príncipes de Yuwen Manor a matar cada pariente de la familia de Yan Xun que quedan marcados como traidores. Después del incidente Yan Xun y Chu Qiao son presos, el actitud de Yan Xun cambió y se convierte en una persona ambicioso, frío y cruel, juró tomar venganza matando a cada uno del Occidental Wei y Yuwen Manor por su familia con el apoyo de Chu Qiao, Zhong Yu y su ejército, pero el emperador perdona a Yan Xun.
Por otra parte Yan Xun aun tiene estimación por Yuan Chun, ella queda herida por lo sucedido, por lo que Yan Xun no lo culpa hasta que el emperador los ve juntos, decide casarlos y enviarlos a ambos de regreso al Norte Yan, sin darse cuenta de que todo fue un plan armado para acabar con Yan Xun por lo que él acepta casarse al igual que Yuan Chun, pero cuando llegó el día de su boda el emperador envió uno de sus ejércitos para matar a sus espaldas, Yan Xun al darse cuenta se revela y decidió huir con su ejército, Yuan Chun al enterarse de lo sucedido suplica a su padre el emperador negándose a casarse que deje ir a Yan Xun a lo que ella decide ir tras él. En el camino Yan Xun se encuentra con Yuan Chun sintiéndose culpable suplica humillándose delante de él diciéndole que quiere que viva es su único anhelo a lo que Yan Xun queda afectado viendo su sufrimiento y dolor le dice que con ella no es la lucha, que no es digno de su amor porque es enemigo de su padre, huye cortando así su amistad.
Yan Xun se convierte en rey y comienza a dudar la lealtad de Chu Qiao y la decepciona en diferentes ocasiones al hacer a un lado su estrecha amistad mientras hace demasiados sacrificios por alcanzar el poder de su ambición, Chu Qiao se aleja y en secreto se encuentra con Yuwen Yue teniendo más cercanía ambos creciendo su amor hasta tuvieron su primer beso cuando luchaban en la habitación, Yan Xun sospechando de Chu Qiao que expulsa de su ejército y lo usa para acabar con Yuwen Yue el último Yuwen Manor, Chu Qiao decepcionada por el hombre en el que una vez confío rompe su amistad con Yan Xun y decide luchar junto con Yuwen Yue para destruir los planes de venganza de Yan Xun.
Yan Xun por tanto presión en lucha y su deseo de venganza empieza a sentirse mal por lo que uno de sus guardias le recomiendan ser chequeado a lo él acepta, estando ya en sus aposentos viene la doctora a revisarlo sin darse cuenta de que era Yuan Chun disfrazada con el plan de acabar con Yan Xun, al dejarlo pasar Yuan Chun cubierta el rostro lo revisa a lo que Yan Xun le llama la atención por su voz y su rostro a lo que ella le explica que fue por el incendio, cambiando de tema le recomienda hacerle el acupuntura para los dolores en su cuerpo pero al sacarlo tiene un arma escondido, no sin antes ser interrumpida por Yan Xun pidiéndole que le haga masajes ya que oyó que es buena en hacerlo, ella aceptando su petición lo hace mientras que ambos empiezan a practicar, Yuan Chun se pone una identidad falsa para no ser descubierta a la vez también contando sobre el Occidental Wei donde vivieron y recordando sus infancias, para Yan Xun era próspero diciéndole que en la forma que habla y su cuerpo de ella proviene de Chang'an, pero para Yuan Chun era triste porque lo perdió todo, Yan Xun sin saber el motivo le dice porque el cambio repentino lo que le hace entristecerla sin esperar más Yuan Chun con tanto odio ya queriendo vengarse por haberse atrevido a dañar a su hermano, por no haber cumplido su promesa de cuidarla  y mandar a su ejército para que la arrebaten su honor y herirla.
Yuan Chun le pide permiso para aplicarle las agujas finas mientras que se queda reposando, saca el arma aprovechando lo apunta para apuñalarlo, pero una de las servidoras lo ve y grita, a lo que Yan Xun reacciona sacando su espada le quita el antifaz, al ser ella descubierta Yan Xun queda sorprendido de inmediato su ejército lo paran pero él decide no lastimarla, pidiendo que se vayan quedando ellos solos Yan Xun al verla queda asombrado viendo su cambio siendo ya una mujer mayor pero a la vez triste, Yuan Chun sin decir nada al respecto ni verlo, a lo que Yan Xun le dice que se retire no sin antes pedirle perdón por el daño que le causó y que se cuide, estando ella de espaldas se va siendo la última vez que lo ve y lo oye derramando lágrimas en los ojos, dejando a Yan Xun conmovido verla así manda a su ejército de regreso a Yuan Chun.
Por otra parte Chu Qiao se encuentra con Yuwen Yue en el lago congelado teniendo ambos en práctica y ella por agradecerle no sabiendo cómo pagarle por los riesgos que tomo a lo que le deja triste, después Yuwen Yue estando en su hogar la recuerda quedando el devastado, de repente le avisan que Yan Xun organiza una batalla por lo que él pide que preparen sus tropas para la lucha, Chu Qiao estando con la tropa Xiulu se preparan para pelear sabiendo ella que Yan Xun lo ha estado planeando, no sin antes ir a la mansión de Yuwen Manor para verlo mientras que él estaba acompañado con su ejército le piden que se retiren, ambos empiezan a practicar a la vez comer y beber diciendo que en la batalla serán enemigos y que pueden matarse uno al otro,hasta que le dice Chu Qiao si en caso de que el vive le pegunta si estará casado con hijos lo mismo le dice Yuwen Yue antes de separase.
Yan Xun en sus aposentos da la orden para que acaben con Yuwen Yue antes de la batalla al enterarse de que Chu Qiao se está aliando con él, por lo que pone en marcha, por otro lado el príncipe Yuan Che Xiang hermano mayor de Yuan Song y Yuan Chun, va a detener a Yan Xun en el camino Yuan Song lo impide junto con su acompañante pidiéndole que no vaya porque puede morir y no quiere perder a su hermano, pero el príncipe Xiang se rehúsa y sigue su camino aun así Yuan Song no se retira le suplica que no vaya dejando en dudas a su hermano mayor.En otro camino Chu Qiao se dirige al Norte Yan junto con la tropa Xiulu presintiendo que su objetivo de Yan Xun es acabar con Yuwen Yue y no tiene nada que ver con ella ya que solamente lo usó para encontrarlo por lo que cambia la decisión de Chu Qiao y se separa de su tropa tomando rumbos diferentes de paso se encuentra con Yan Xun, Chu Qiao le reclama diciéndole porque se adelanta antes de la batalla por lo que Yan Xun es el rey del Norte Yan considera a Yuwen Yue como intruso y quiere acabar con el último de los Yuwen Manor, Chu Qiao furiosa no está de acuerdo con los planes que Yan Xun tomó a lo que le dice que él y el Norte Yan no valen nada para ella que en su corazón está Yuwen Yue.
Por lo que Yan Xun le pregunta a Chu Qiao para quedar en claro si alguna vez lo quiso, ella le dice que se preocupó por él cuando lo maltrataron y estuvo inconsciente, incluso ayudó a matar a los príncipes que acabó con su familia, hizo esfuerzos para regresar a su hogar, tomó su sueño como parte de ella, dando entender a Yan Xun que sólo lo estimó cómo un amigo por eso que Chu Qiao no mostró interés en él, a pesar de que sabe a quien ama es a Yuwen Yue, Chu Qiao le advierte a Yan Xun diciéndole que si Yuwen Yue muere en el Norte Yan jamás lo perdonará y serán enemigos al terminar Chu Qiao busca a Yuwen Yue, mientras que Yan Xun se volvió frío al saber la verdad.
En el Norte Yan Yuwen Yue estando en el lago congelado junto con la mitad de su ejército que el resto están luchando en el bosque con las camaradas de Yan Xun, resultan heridos quedando Yuwen Yue solo en la lucha enfrentándose a todos incluso con el oficial que logra herirlo sobreestimándolo pero el logra apuñalarlo matándolo, mientras que Yan Xun ve a Yuwen Yue tomando resistencia sin rendirse, da el orden para que lo maten, por otra parte Chu Qiao mata al oficial de Yan Xun y viendo uno de sus tropas de Yuwen Yue le pide que lo salve, abandonando su ejército xiulu contra los de Yan Xun, Chu Qiao va tras Yuwen Yue a salvarlo teniendo un arco y flechas estando allí acaba con todos, dejando que Yan Xun lance una flecha a sus espaldas atravesando a Yuwen Yue dejando a Chu Qiao horrorizada va tras el arrepentida lamentándose por haberle abandonado, llorando cree que puede morir por lo que demuestra su amor dándole un beso en su frente y brindándole fuerza, Yan Xun al verlos juntos su amor de ambos y su traición de Chu Qiao enfurece se da cuenta de que todo fue en vano, se equivoco por lo que se harto y envía nuevamente a su ejército para que acabe con ambos sin mostrar piedad. 
Chu Qiao lo ve con desprecio volviéndose su enemiga toma la espada de Yuwen Yue matando a todos, mientras que el lago se parte y ve Yuwen Yue desmayado casi muerto, los soldados de Yan Xun lanzan una flecha que enganchan al hielo apartando a Chu Qiao de Yuwen Yue, Chu Qiao gritando y llorando corre hacia a él ya que se hunde, ella le sigue hasta la muerte y se tira a rescatarlo, dentro del lago ella nada donde está Yuwen Yue y él ve cuando se activa la fuerza del Kung Fu de hielo que se va dibujando la higanbana en su hombro izquierdo de Chu Qiao,hasta que llega donde Yuwen Yue le dice mentalmente que debe vivir,que se mantenga con vida, ella le contesta que vendrá con él quiere estar a su lado no se irá, Chu Qiao al besarlo en la frente Yuwen Yue la empuja porque sabe que ella va a incrementar su poder de Kung Fu de hielo por lo que decide separarse, ella adolorida lo llama y trata de sujetarlo pero él va cayendo al fondo del lago de ahí ella se queda meditando y la higanbana se dibuja completamente en su espalda manifestándose, al abrir los ojos estalla su poder mirando fijamente, Chu Qiao se convierte en la señora del decreto del viento y la nube.

## Reparto

### Personajes Principales[1][2]
| Actor       | Personaje                        | N.º de episodios | Notas |
| ----------- | -------------------------------- | ---------------- | --- |
| Zhao Liying | Chu Qiao / Jin Xiaoliu / Xing'er | 58               | Es una joven inteligente, valiente y resistente. Que luego de verse obligada a mirar sin poder hacer nada mientras sus seres queridos morían, se esfuerza para llegar a un camino que le permita cambiar y así destruir la injusticia que los rodea. Más tarde se revela su verdadera identidad, como la hija de Luo He, el maestro de la orden de Feng Yun. Después de que casi se ahoga, pierde la memoria y es criada por su familia adoptiva, los Jin. Más tarde junto a sus hermanos adoptivos se convierten en esclavos de la familia Yuwen. Cuando conoce a Yuwen Yue comienza a entrenar con él, para convertirse en espía y eventualmente desarrollan sentimientos el uno por el otro. Chu Qiao es la única dispuesta a creer en el ejército de Xiuli, el cual una vez causó la caída de dos de las ciudades más grandes de Yan del Norte. Ella rompe el lazo de amistad con Yan Xun y se une junto a Yuwen Yue que al final se da cuenta de que estaba enamorada de él. |
| Lin Gengxin | Yuwen Yue                        | 58               | Es el cuarto maestro de la Mansión Yuwen y el heredero del Ojo de Dios. Es un hombre frío y de pocas palabras, inteligente, observador y experto en las artes marciales. Es un poderoso y alto noble, al que sólo le importaba obedecer a su abuelo y seguir las estrictas reglas de su familia, sin embargo poco a poco se ve influenciado por Chu Qiao y pronto se convierte en un gobernante justo y empático. Yuwen Yue juega un papel importante en establecer la paz en el nuevo mundo, y aunque ama a Chu Qiao, no puede demostrarlo abiertamente debido a la diferencia de rangos, sin embargo siempre está a su lado cuando ella más lo necesita, incluso tuvo más cercanía con Chu Qiao que se enamoró pero es atacado por sus soldados y por Yan Xun. |
| Shawn Dou   | Yan Xun                          | 58               | Es el príncipe del Norte Yan, es un hombre prudente y consciente de sus acciones a pesar de su fachada alegre y despreocupada, le causó desgracia y dolor por la pérdida de toda su familia debido a su identidad como un príncipe cautivo. Forma una alianza con Chu Qiao y aprende a confiar en ella durante los momentos más difíciles. También tuvo una linda amistad y afecto con la princesa Yuan Chun que se compromete en matrimonio pero por las circunstancias no se realizó, sin embargo cuando es testigo de la destrucción de todo su clan a manos del Imperio de Wei, jura vengarse y se convierte en un hombre amargado y cruel, usa a Chu Qiao para sacar ventaja de sus luchas y se aleja de ella, el tiene un gran odio hacia el imperio wei incluso los príncipes que él esta dispuesto a matarlos, menos a la princesa Chun’er que fue amable, atenta y cariñosa con él, Yan Xun lo considera y decide nunca lastimarla, si no que se cuide y sea protegida. |
| Li Qin      | Yuan Chun / Chun’er              | 58               | Es la princesa de Wei Occidental, es una joven amable, considerada, tierna, sencilla y caprichosa que está enamorada del príncipe Yan Xun, sin embargo una serie de circunstancias, Yuan Chun cambia de opinión se niega a casarse con el por la sublevación de Yan Xun,ella sufrió a manos de los soldados de Yan Xun por violación y maltrato,Yuan Chun cree que fue traicionada por su padre que la utilizó en su boda con Yan Xun la persona que más le importaba. Esta humillación y dolor hacen que se convierta en una persona irreconocible, amargada, fría, vengativa y astuta, empieza a odiar al emperador wei,Yuan Chun forma una alianza con Wei Shuye organiza un ejército para acabar con la tropa Xiulu, Yuan Chun logra escapar de la muerte varias veces debido al sacrificio que hacen las personas que la aman, tanto es su sufrimiento y dolor que Yan Xun ocasionó decide matarlo pero no lo consigue, al final de volver a verse con Yan Xun él lo ve triste,le pide que lo perdone y que por favor se cuide mucho a lo que ella llora con tanta tristeza recordando los momentos juntos, se marcha y lo olvida. |

### Personajes Secundarios

#### Western Wei
| Actor         | Personaje                 | N.º de episodios | Notas |
| ------------- | ------------------------- | ---------------- | --- |
| Tian Xiaojie  | Emperador de Wei          | 58               | Es el Rey de Wei, es un hombre de naturaleza desconfiada y sospechosa, lo que lo lleva a destruir a la familia Yan Xun y el reino del norte Yan ,expulsa a su hijo Yuan Song del palacio y arresta a su hija Yuan Chun por querer matarlo.                                                           |
| Sun Ning      | Consorte Real Shu         | 58               | Madre de Yuan Song y Yuan Chu, formó una amistad con Yuwen Zhuo, madrina de y a menudo ayuda a Yuwen Yue y Yan Xun. La consorte muere para salvar la vida de Yuan Chun. |
| Nan Sheng     | Lan Shuyi                 | 58               | Una dama enviada por Yuwen Huai para quedarse a lado del Emperador. Lan Shuyi conoce la verdadera identidad de Chu Qiao, a quien cuida bajo las órdenes de Luo He. Su hijo biológico Hao-er, fue asfixiado hasta la muerte por Yuwen Huai. Lan Shuyi se convierte en la madre adoptiva de Yuan Yang. |
| Niu Junfeng   | Yuan Song                 | 58               | El decimotercer príncipe de Wei y el hermano de Yuan Chun, es un joven brillante, alegre y bondadoso, que está enamorado de Chu Qiao. |
| Jin Jia       | Yuan Che (Príncipe Xiang) | 58               | El séptimo príncipe de Wei conocido por su experiencia en la guerra. Es criado por la Consorte Royal Shu y es amigo de Yuwen Yue. |
| Huang Haige   | Yuan Yang                 | 58               | Es el decimocuarto príncipe de Wei y el hijo de Zhao Jieyu. Se hace cercano a Yuan Chun después de que ella lo pierde todo. |
| Jin Han       | Zhao Xifeng               | 58               | Es uno de los jóvenes maestros ricos, que es asesinado por Yan Xu como venganza. |
| Chen Sihan    | Wei Shuye                 | 58               | Uno de los jóvenes maestros ricos que esta enamorado de la princesa Yuan Chun tiene un amor unilateral por ella, que muere mientras la ayudaba a escapar de la muerte. |
| Jurai         | Wei Shuyou                | 58               | Uno de los jóvenes maestros ricos, que es asesinado a manos de su propio padre. |
| Zhang Rui     | Jing Han                  | 58               | Es un lord cruel. |
| Liu Yuan      | Zhao Dongting             | 58               | Un general de Wei Occidental a quien se le ordena escoltar a Bai Cheng de regreso a Yan del Norte y capturar-matar a Yan Shicheng. |
| Chen Yuanyuan | Jin Xin                   | 58               | - |
| Lu Yongjun    | Eunuco Wang               | 58               | Es el eunuco personal del emperador. |
| Yang Liu      | Cai Wei                   | 58               | Es el asistente personal de Yuan Chun. |

#### Yuwen Manor
| Actor        | Personaje   | N.º de episodios | Notas |
| ------------ | ----------- | ---------------- | --- |
| Guo Feng     | Yuwen Zhuo  | 58               | Es el maestro de la primera casa y el abuelo de Yuwen Yue. Un anciano con una discapacidad que al principio finge su muerte para protegerse. |
| Jin Tujie    | Yuwen Xi    | 58               | Es el maestro de la tercera casa y el abuelo de Yuwen Huai. Es un anciano espeluznante que se aprovecha de los jóvenes esclavos. Más tarde es asesinado por Chu Qiao para vengar la muerte de su hermana Jin Zhixiang, a quien Yuwen Xi mató.                                          |
| Wang Dong    | Yuwen Hao   | 58               | Es el hijo de Yuwen Zhuo, asesinado mientras intentaba robar la orden de Feng Yun. |
| Wang Yanlin  | Yuwen Huai  | 58               | Un joven maestro de la tercera casa que sufre de un estado humilde como su madre, una criada. Yuwen Huai es un hombre siniestro y manipulador. Es el mayor rival de Yuwen Yue en la lucha por el poder, está interesado en la princesa Yuan Chun. Más tarde es asesinado por Chu Qiao. |
| Xing Zhaolin | Yue Qi      | 58               | Es la mano derecha de Yuwen Yue, un guerrero leal y capaz, que lucha junto a él. |
| Sun Yi       | Yue Jiu     | 58               | Es uno de los guardias de Yuwen Yue. |
| Li Ang       | Zhan Mou    | 58               | Es el confidente de confianza de Yuwen Zhuo. |
| Fu Jia       | Zhu Shun    | 58               | Es uno de los protectores del hogar Yuwen, es aliado de Yuwen Huai y a menudo lo ayuda a realizar sus planes. Fu Jia muere cuando Yuwen Huai lo utiliza como escudo. |
| Rain Lau     | Madame Song | 58               | Es la jefa de administración de la casa Yuwen, es cruel y abusiva con Chu Qiao y los demás esclavos. Termina muriendo luego de ser abandonada para ahogarse. |
| Cao Xiyue    | Jin Zhu     | 58               | Una sirviente de Qing Shan Court, encargada de incriminar a Lin Xi dándole una caja venenosa que casi mata a Yuwen Zhuo. A menudo realiza acciones en contra de Chu Qiao debido a sus celos. Es asesinada por Yuwen Huai cuando se descubren sus artimañas.                            |
| Wang Yu      | Jin Si      | 58               | Uno de los sirvientes en Qing Shan Court y el compañero de Jin Zhu. |
| Li Chunyuan  | Ah Luo      | 58               | Es una de las criadas en Qing Shan Court, que está en buenos términos con Chu Qiao. |

#### Northern Yan
| Actor        | Personaje    | N.º de episodios | Notas |
| ------------ | ------------ | ---------------- | --- |
| Li Haohan    | Yan Shicheng | 58               | Es el padre de Yan Xun y el duque de Yan del Norte.                                                                                      |
| Li Ying      | Bai Sheng    | 58               | Es la madre de Yan Xun y la ahijada de la Emperatriz viuda.                                                                              |
| Li Ruojia    | Zhong Yu     | 58               | Líder de las fuerzas pugilísticas de Yan Bei, es ferozmente leal a Yan Xu y lo ayuda en su ascenso al poder. Está enamorada de Wu Daoya. |
| Wang Zijie   | Feng Mian    | 58               | Asistente personal de Yan Xu, Feng Mian es asesinado por Sun He cuando intenta advertirle y salvar a Chu Qiao del plan de Cheng Yuan.    |
| Hu Chunyoung | Cheng Chi    | 58               | Es un despiadado general que sirve bajo el mando de Yan Xun. Es asesinado por Chu Qiao como venganza por la muerte de Yue Qi.            |
| Wei Tianyang | Sun He       | 58               | Es un general que sirve bajo el mando de Yan Xu, que sigue a Cheng Yuan. Sun He es el responsable de la muerte de Feng Mian.             |
| Liu Kenan    | Ah Jing      | 58               | Es uno de los subordinados de Yan Xun.                                                                                                   |

#### Northern Liang
| Actor          | Personaje | N.º de episodios | Notas |
| -------------- | --------- | ---------------- | --- |
| Deng Lun       | Xiao Ce   | 58               | Príncipe heredero de Liang, quien más tarde se convierte en el Emperador. Xiao Ce parece ser una persona ingobernable pero es agudo e inteligente, está enamorado de Chu Qiao, sin embargo decide mantenerse alejado de ella y continuar como su mejor amigo, también lo eligieron para casarse con la princesa Yuan Chun. |
| Huang Mengying | Xiao Yu   | 58               | Es la princesa mayor de Liang y también su mejor espía. Tiene la gran responsabilidad de proteger su reino y su familia. Xiao Yu tiene sentimientos encontrados por Yuwen Yue, al que ve como su amigo de estudio y como su enemigo.                                                                                       |
| Hu Jun         | Wu Daoya  | 58               | Es un sabio de Yan Bei, que solía ser uno de los estrategas militares de Luo He. Wu Daoya está enamorado de Zhong Yu. |
| Zhao Xuanqi    | Yin Xin   | 58               | Es una espía asesina de Liand y subordinada de Xiao Yu. Yin Xin trata de asesinar a Chu Qiao. |
| Sun Yi         | Tao Yeji  | 58               | Es una espía asesina de Liang y subordinada de Xiao Yu. Está enamorada de Zhao Xifeng. Más tarde es capturada por Yuwen Yue y le dice toda la información crítica sobre los espías de Liang en Chang'an. |
| Sun Yi         | Lu'e      | 58               | Asistente personal de Xiao Ce. |

#### Gente Cercana a Chu Qiao
| Actor       | Personaje            | N.º de episodios | Notas |
| ----------- | -------------------- | ---------------- | --- |
| Peng Doudou | Jin Zhixiang         | 58               | La hermana mayor de Chu Qiao, quien fue enviada en su lugar a Bliss Pavilion, Jin Zhixiang fue estrangulada hasta la muerte por Yuwen Xi. |
| Ding Nan    | Jin Linxi            | 58               | Es el quinto hermano mayor de Chu Qiao, quien es envenenado hasta la muerte debido a las intrigas de Jin Zhu.                             |
| Vivi Miao   | Jin Xiaoqi           | 58               | Es la séptima hermana menor de Chu Qiao.                                                                                                  |
| Zhu Shengyi | Jin Xiaoba           | 58               | Es la octava hermana menor de Chu Qiao, quien está enamorada de Yuwen Yue.                                                                |
| Qi Shengwen | He Xiao              | 58               | Subordinado de confianza de Chu Qiao. Poco después He Xiao se convierte en uno de los comandantes del ejército de Xiuli.                  |
| Cao Xiwei   | Chu Wei              | 58               | Es una de las subordinadas de Chu Qiao.                                                                                                   |
| Huang Yi    | Du Pingan / Du Gouzi | 58               | Es un joven ordinario que se une al ejército y más tarde se convierte en el fiel seguidor de Chu Qiao.                                    |

### Otros Personajes
| Actor         | Personaje       | N.º de episodios | Notas |
| ------------- | --------------- | ---------------- | --- |
| Yuan Ziyi     | Meng Feng       | 58               | Un asesino de Past Life Camp, que luego se convierte en un seguidor de Yuwen Yue. |
| Dong Chunhui  | Liang Shaoqing  | 58               | Un erudito tonto que se hace amigo de Chu Qiao en Xianyang. |
| Huang Haibing | Zhan Ziyu       | 58               | Una figura respetada en el mundo pugilístico que está vinculado al Past Life Camp. |
| Wang Chunyuan | Zuo Baocang     | 58               | Parece ser el jefe de una tienda de comercio, pero en realidad vende armas mortales. |
| Kang Ning     | Princesa Zha Ma | 58               | Princesa de Rou Ran. |
| Jiang Yiyi    | Curly Hair      | 58               | Es una esclava y amiga de Chu Qiao, Curly Hair fue asesinada en el bosque mientras eran cazados por los señores ricos.                                                                    |
| Ma Ximi       | Xia Chong       | 58               | Una asesina de Past Life Camp, que tiene un gran parecido a Chu Qiao, y quien fue acusada de asesinar a Lou He cuando en realidad salvó a Chu Qiao. Xia Chong es encarcelada por Xiao Yu. |

## Episodios
La serie Princess Agents estuvo confirmada por 58 episodios (versión directa sin cortes) y 67 episodios (versión para la televisión) en China.

## Música
La banda sonora de Princess Agents OST de la serie está confirmada por nueve canciones:
| N⁰ | Artistas                   | Canciones                                               | Notas                             |
| -- | -------------------------- | ------------------------------------------------------- | --------------------------------- |
| 1  | Zhang Bichen y Zhao Liying | "Hope" (望)                                             | (Opening Theme Song)              |
| 2  | Yisa Yu y Reno Wang        | "Star and Moon" (星月)                                  | (Chu Qiao y Yuwen Yue Theme Song) |
| 3  | Zhang Lei                  | "Because of a Person" (因为一个人)                      | (Yan Xun y Yuan Chun Theme Song)  |
| 4  | He Jie                     | "Breaking a Persistent Thought" (斷執念)                | (Yuan Chun Theme Song)            |
| 5  | Zhang Xianzi               | "When We Are Only Left With Ourselves" (當我們只剩下我) | (Yan Xun y Yuan Chun Theme Song)  |
| 6  | Xiang Xiang                | "Can't Learn" (學不會)                                  | (Chu Qiao y Yuwen Yue Theme Song) |
| 7  | Liu Xijun                  | "Original Grassland" (原上草)                           | (Chu Qiao Theme Song)             |
| 8  | Elvis Wang                 | "The Farthest Heartbeat" (最远的心跳)                   | (Yuwen Yue Theme Song)            |
| 9  | G.E.M.                     | "Burning Heart" (心之焰)                                | (Ending Theme Song)               |

## Producción
La serie estuvo basada en la novela "La leyenda de Chu Qiao" (Chino: 特工皇妃楚乔传) por Xiao Xiang Dong Er.
La serie también fue conocida como "Princesa Valiente" (Chino: 楚乔传).
Fue dirigida por Wu Jinyuan y escrita por Jia Wen, Yang Tao y Chen Lan. 
En la producción contó con Ma Zhongjun y Zhao Yifang, con el apoyo del productor ejecutivo Liu Yingxuan. 
Huang Wen actuó como el director de estilo, mientras que Li Cai fungió como coordinador de dobles. 
La banda sonora original fue compuesta por Roc Chen.
Contó con las compañías de producción "Ciwen Entertainment" y "Croton Media", y fue distribuida por Mitao Media.
El rodaje comenzó el 30 de mayo del 2016 en Hengdian World Studios y Mongolia Interior que concluyó el 21 de noviembre del 2016.

### Popularidad
La serie tuvo un éxito abrumador tanto a nivel nacional como internacional, y fue catalogada como uno de los dramas chinos más vistos, obteniendo más de 50 mil millones de visitas en los sitios de transmisión chinos y más de 230 millones de visitas en Youtube. Aunque la serie ha sido elogiada a nivel mundial, también obtuvo críticas mixtas.

## Transmisión Internacional
La serie fue transmitida internacionalmente a través de YouTube, el recuento de episodios para la transmisión internacional fue de 58, lo mismo que su versión en DVD después de transmitirse, los derechos de transmisión internacional en línea de los episodios fueron vendidos a Viki.
| Bandera   | Título                         | Cadena                           | Fecha de Emisión (Canal, Día y Hora) | Notas      |
| --------- | ------------------------------ | -------------------------------- | --- | ---------- |
| Bolivia   | Princesa Valiente              | Cadena A                         | 18 de agosto de 2019 (Su horario estelar es a las 15:30 en emisión de 2 capítulos seguidos y 23:00 donde se repite los 2 capítulos).Luego se lo repriso desde el 1 de abril de 2020 (en reemplazo de Residencias Bienes Raices) desde las 14:30, un episodio por día | Castellano |
| China     | 楚乔传                         | Zona China, Hunan TV, WeTV, Viki | 5 de junio de 2017 - 1 de agosto de 2017 | Mandarín   |
| Colombia  | Princesa Valiente              | Señal Colombia                   | 26 de marzo de 2020 - 23 de junio de 2020, lunes a viernes, 20:00 horas | Castellano |
| Colombia  | Princesa Valiente              | Citytv                           | 5 de febrero de 2024 - 5 de julio de 2024 lunes a viernes, 17:00 horas | Castellano |
| Malasia   | Ejen Puteri Lagenda Chu Qiao   | Astro Quan Jia HD                | 7 de septiembre de 2017 | Malayo     |
| México    | Princesa Valiente              | Imagen Televisión                | 11 de noviembre de 2018 - presente (Sky 1103, Domingo de 21:00 - 22:00) | Latino     |
| Perú      | Princesa Valiente              | Panamericana Televisión          | 22 de septiembre de 2019-presente (Domingo de 17:00 - 18:50 / Lunes a viernes de 23:00 - 00:00) | Latino     |
| Singapur  | Princess Agents                | CHK                              | 2 de octubre de 2017 | Tamil      |
| Tailandia | Tègōng Huángfēi Chǔ Qiáo Zhuàn | Channel 9 MCOT HD                | 9 de diciembre de 2017 - 18 de marzo de 2018 | Tailandés  |